# 市岡寿実
市岡 寿実（いちおか すみ、1979年7月25日 - ）は、日本の陸上競技選手。専門は砲丸投。日本ジュニア記録、日本高校記録保持者。三重県出身。三重県立津商業高等学校、国士舘大学体育学部卒業。

## 経歴
1997年8月3日、15m53の日本高校新記録を樹立した。1998年12月15日、15m75の日本Jr記録を樹立した。2003年、アジア陸上競技選手権日本代表に選出された。
森千夏は大学の後輩。元プロボクサーの山口直子は高校・大学の1年先輩。
砲丸投の選手には珍しい競技用サングラス愛好家でもある。